# Quinpirol

El Quinpirol es una droga psicoactiva y un fármaco de investigación que actúa como agonista selectivo de los receptores D2 y D3 de Dopamina. Se utiliza en investigación científica. El quinpirol ha demostrado aumentar la locomoción y el comportamiento olfatorio en ratones tratados con el compuesto. Diversos experimentos han encontrado que el quinpirol induce un comportamiento compulsivo sintomático del Trastorno obsesivo-compulsivo en ratas. Se han realizado experimentos en moscas que sugieren que tal vez tenga un efecto neuroprotector en desórdenes tales como la Enfermedad de Parkinson.  Además, en cultivos neuronales primarios reduce la tasa de degeneración en neuronas dopaminérgicas.